# Enzo Felsani
Generale Enzo Felsani, menzionato anche con il nome anagrafico Vincenzo Felsani (Napoli, 3 aprile 1918 – Roma, 14 giugno 2006), è stato un poliziotto e generale italiano.
Felsani è stato generale del Corpo di Pubblica sicurezza e comandante della Accademia di Polizia di Roma, e fu il promotore della Riforma e della smilitarizzazione del Corpo di Polizia italiano, nonché primo segretario generale e fondatore del SIULP, il primo sindacato della Polizia italiana. Presente nel 1968 tra i fondatori  dell’Associazione nazionale della Polizia di Stato (ANPS) che portava il nome di “Associazione Nazionale delle Guardie di Pubblica Sicurezza” (ANGPS) ne fu tra i maggiori sostenitori per rafforzare l’unione tra il personale di Polizia in servizio e in congedo e fornire assistenza morale agli iscritti.

## Biografia
Felsani, laureato in giurisprudenza, combatté in Africa orientale come ufficiale di complemento nell’artiglieria e tiratore scelto. Dopo due anni, nel 1943, entrò per obbligo di ordini superiori nel Pai, la Polizia dell'Africa italiana.
Rientrato in Italia nel 1945, entrò nel Corpo delle guardie di pubblica sicurezza, al Reparto “Celere” di Roma. Fu istruttore di difesa personale e cintura nera di Karate e dal 1954 sostenitore delle Fiamme Oro (gruppo sportivo).
Nel 1947 fu poi trasferito alla Polizia stradale e promosso Capitano. Nel 1955 è insegnante alla Scuola Ufficiali e Sottufficiali del corpo, sempre a Roma.
Ebbe tre figli (Armando, Paolo e Marina) e sette nipoti (Fabiana, Massimiliano, Manuel, Fabrizio, Alessandro, Carolina e Filippo).
Con il grado di Tenente Colonnello fu destinato all'Accademia del Corpo delle Guardie di P.S., nata nel 1964, dove assunse la guida dell'Ufficio Studi.
Promosso Colonnello, nel 1967 fu trasferito a Bolzano per comandare la Scuola Allievi Guardie di P.S. Nel 1970 gli fu affidato il comando del Centro addestramento Polizia stradale di Cesena.
Nel 1972 Felsani fu a Torino come Ispettore Generale dopo essere stato promosso Maggiore Generale. 
Nel maggio 1973 fu trasferito a Roma al Ministero dell'Interno, e poi gli fu affidato il comando dell'Accademia del corpo delle Guardie di Pubblica sicurezza (oggi Scuola superiore di polizia).
Nel 1980 fu collocato in ausiliaria.

### Riforma della polizia
Felsani fu l’ideatore e autore della smilitarizzazione della Polizia di Stato detta “Legge Felsani”, e fu l’unico Ufficiale a sostenerla, iniziando con la prima riunione ufficiale di Roma del 2 luglio 1974; con l'intento di promuovere una più moderna e democratica organizzazione di Polizia e con consentire alle donne di entrare nella Polizia di Stato.
Il primo segnale del suo successo nel promuovere la riforma del Corpo della Polizia Italiana venne dalla circolare n. 555/318 del 9 ottobre 1976, emanata dal Ministro dell'Interno Francesco Cossiga, che autorizzava il personale civile e militare della Pubblica Sicurezza a riunirsi in Comitati per esprimere liberamente giudizi e opinioni relativi alla riforma del Corpo.
La Circolare permise la nascita per opera del Generale Felsani nel gennaio 1977 di un Movimento per la riforma della Polizia, che diverrà nel 1982 un vero e proprio sindacato, con l'adesione del 90% dei poliziotti e la costituzione in tutte le province d'Italia dei Comitati di Base per rappresentare la categoria. 
Enzo Felsani, con altri fra cui Francesco Forleo, Pippo Micalizio, Riccardo Miani, Luigi Tomasselli e Tonino Lo Sciuto intervenne al congresso del Partito Comunista Italiano del 1980 per ottenere l'approvazione della riforma della polizia..
Enzo Felsani promosse la presentazione un progetto di legge, detto “Legge Felsani”, per la completa riforma dell'amministrazione della Pubblica Sicurezza che poi fu approvato dal parlamento come legge n. 121 del 1º aprile 1981. rifiutando però ogni offerta di cariche politiche. La legge Felsani portò a smilitarizzare il corpo di Polizia e fu fondamentale per tutelare stipendi, diritti e pensioni degli agenti di Polizia.

### Attività sindacale
La nuova organizzazione creata dal Generale Felsani permetteva la creazione e l'iscrizione a sindacati per la difesa dei diritti dei poliziotti, che volutamente rinunciavano al "diritto di sciopero". Il generale Felsani fu anche fondatore di un'organizzazione di rappresentanza del personale della Polizia di Stato, che fu chiamato SIULP, "Sindacato Italiano Unitario Lavoratori di Polizia", e che nacque organizzativamente il 24 luglio 1982 con il “1º Congresso Nazionale del Sindacato Italiano Unitario dei Lavoratori di Polizia” all'Hotel Ergife di Roma alla presenza dei delegati di circa 40.000 iscritti, cui presero parte anche i segretari generali delle tre confederazioni sindacali.
Enzo Felsani ne fu il primo segretario generale, ma si dimise l'anno successivo, sostituito da Francesco Forleo..

## Direzione diPolizia Moderna
Nel 1975 Enzo Felsani assunse la direzione editoriale della prima rivista ufficiale della Polizia di Stato, Polizia Moderna, succedendo a Francesco Magistri, che era stato redattore capo fino alla metà degli anni Settanta.  
Durante il suo mandato di Direttore di PoliziaModerna, Felsani contribuì significativamente al dibattito sulla riforma della Polizia di Stato sulla stampa, promuovendo articoli e analisi che mettevano in evidenza la necessità di una modernizzazione delle forze dell’ordine, della presenza delle donne in Polizia anche in ruoli dirigenziali, e la loro smilitarizzazione. Sotto la sua direzione, la rivista divenne un punto di riferimento per approfondimenti giuridici, operativi e sociali legati all’ordine pubblico e alla sicurezza nazionale.  
La sua gestione coincise con un periodo particolarmente complesso per l’Italia, segnato da terrorismo interno e criminalità organizzata, rapimenti continui, e Polizia Moderna divenne un veicolo fondamentale per la comunicazione interna alla Polizia e il confronto con esperti del settore. 
Felsani inizió a creare le prime conferenze stampa della Polizia per aggiornare i giornalisti e le tv.

## Pubblicazioni
Nel 1979 il libro Vite di poliziotti racconterà della nascita del movimento per la smilitarizzazione promosso dal Generale Felsani, tramite le testimonianze di due ufficiali della pubblica sicurezza.

## Decorazioni
- Ferito in guerra
- Cavaliere della Repubblica
- Medaglia mauriziana
- Medaglia militare al merito di lungo comando
- Medaglia di bronzo al merito della Croce Rossa Italiana
- Medaglia per anzianità di servizio (20 anni)
- Protezione Civile Italiana
- Medaglia per missioni estere
- Onorificenza per merito della Polizia di Stato
- Master in Scienze Strategiche

## Onorificenze
- Attestato di "Pubblica  Benemerenza", il Ministro con menzione onorevole per le generose azioni compiute in soccorso nell'isola di Ischia, supp. al n. 231 della Gazzetta Ufficiale del Regno d'Italia, Roma